# Ганчка, Ян Юрий Прокоп
Ян Ю́рий Про́коп Га́нчка, латинский вариант — Прокопиус, немецкий вариант — Йоганн Георг Ганчке (в.-луж. Jan Jurij Prokop Hančka, лат. Prokopius, нем. Johann Georg Hantschke, 7 мая 1731 года, Радвор, Лужица, Саксония — 4 июня 1789 года, цистерцианский монастырь Мариенштерн, около Кукова, Лужица, Саксония) — католический монах, языковед и автор богословских сочинений. Писал на верхнелужицком языке.

## Биография
Родился 7 мая 1731 года в Радворе в семье учителя. С 1749 года по 1751 год обучался в Малостранской гимназии и Лужицкой семинарии в Праге. После обучения поступил в цистерцианский монастырь в городе Нойцелле, где принял монашеское имя Прокоп. В 1759 году возвратился в Лужицу, где стал служить в монастыре Мариенштерн, где умер в 1789 году.
В 1765 году издал «Paćerske knihi Duchowna brónjernja». Написал немецко-серболужицкий и словарь и грамматику верхнелужицкого языка «Grammatica Lingvae Sorabicae In Superiori Lusatia usualis».